# Марти, Мария
Мария Марти (исп. María Martí, ? — ок. 1956 г.) — самозванка, выдававшая себя за великую княжну Марию Николаевну, «чудом спасшуюся от расстрела».
Неизвестно, заявляла ли сама Мария Марти о своем «царственном происхождении», но поиск своей таинственной бабушки начал Давид Дуаигуес Марти. Внук, живущий ныне в Аргентине, рассказывает, что его мать Кармен, родом испанка, выросла в детском доме, находившемся под патронатом швейцарского Красного креста, где её время от времени навещала таинственная женщина, представлявшаяся Марией Марти.
Кармен вспоминала, что в Красный Крест в то время (1939—1942 гг.) оказывал покровительство сиротам и детям евреев, цыган или других национальностей, преследовавшихся нацистами. Как она попала туда при живой матери, почему судя по её документам, её вместе с матерью вывезли из Франции, и наконец, почему около 1956 г. Мария Марти пропала окончательно установить так и не удалось.
Заинтригованный загадкой, около 1992 г. Давид Марти, сын Кармен, начал собственное расследование. По его собственным словам, с помощью полиции ему удалось установить местонахождение могилы Марии в Испании и затем передать на экспертизу образцы её тканей, которые якобы «с неопровержимостью» были признаны совпадающими с образцами крови Романовых.
Также положительный результат дало наложение фотографий Марии Марти и Марии Николаевны.
Также положительный результат был якобы получен в результате почерковедческой экспертиза (стоит заметить, что этот же аргумент выдвигают в защиту «своей претендентки» сторонники еще одной лже-Марии — Аверис Яковелли). Выполненное российскими и британскими учеными сравнение ДНК тел, обнаруженных в захоронении на Поросенковском логу, с образцами крови принца Филиппа Давид Марти полагает сфальсифицированными.
Так или иначе, заявления внука были приняты весьма скептически. В настоящее время претендентка почти не имеет сторонников.

## История «чудесного спасения»
Давид Марти в своих статьях старается не касаться вопроса о том, как Марии удалось бежать из дома Ипатьева, и удалось ли остаться в живых остальным Романовым. Из неясных намеков можно понять, что, по его мнению, это спасение оказалось возможным в результате сговора между советской Россией и Германией.